# Гамильтон-Грирсон, Филипп Джеймс
Филипп Джеймс Гамильтон-Грирсон (англ. Sir Philip James Hamilton-Grierson; 9 марта 1851 — 25 апреля 1927) — шотландский  юрист, антрополог.

## Биография
Сын Джона Гамильтона и Маргарет Грирсон. Родился 9 марта 1851 года в Эдинбурге, Шотландия. Обучался в Челтнемском колледже. В  1876 году окончил Мертон-колледж в Оксфордском университете. В 1880 году он был принят в коллегию адвокатов Шотландии и начал работать юристом, выступая в качестве мирового судьи, а с 1892 по 1919 солиситором Совета по внутренним доходам в Шотландии.
Автор множества статей и книг по экономике и праву. Одна из самых известных его книг по антропологии — The Silent Trade: A Contribution to the Early History of Human Intercourse. — Edinburgh: W. Green, 1903. посвящена «Тихой торговле» — безмолвном методе согласования цен при обмене товаров без посредников, использовавшемся во многих частях Африки из-за существовавших языковых барьеров.

### Награды
- 1910 — был удостоен звания рыцаря;
- 1920 — почётный доктор права Эдинбургского университета.